# Morină
Morina este un flavonol natural și face parte din clasa flavonoidelor. Se regăsește în speciile Maclura pomifera, Maclura tinctoria și în frunzele de  Psidium guajava.

## Glicozide
- Morin-3-O-arabinozidă[2]
- Morin-3-O-lixozidă[2]